# Chost (prowincja)
Chost (paszto: خوست) – jedna z 34 prowincji (wilajet) Afganistanu. Znajduje się na południowym wschodzie kraju. Prowincja Chost graniczy z Pakistanem na południu i na wschodzie, z prowincją Paktika na południowym zachodzie i z prowincją Paktia na północnym zachodzie. Granica pakistańska biegnie Linią Duranda i przedziela terytorium pasztuńskie między oba kraje. Prowincję w 2021 roku zamieszkiwało prawie 648 tys. mieszkańców.

## Powiaty

Powiaty prowincji Khost

Prowincja Chost dzieli się na 12 powiatów (woluswali):
- Bak
- Gurbuz
- Dżadżi Majdan
- Chost
- Ismailchel i Mandozi
- Musa Chel
- Nadir Szah Kot
- Qalandar
- Sabari
- Spera
- Tani
- Tere Zaji